# 中村藍子
中村藍子（1983年12月28日—），日本國家網球選手。

## 外部連結
- 中村藍子的国际女子网球协会官方資料（英文）
- 中村藍子的國際網球總會 職業／青少年 官方資料（英文）
- Fed Cup - Player profile - Aiko NAKAMURA (JPN)（页面存档备份，存于）
- 引退選手:中村（現姓古賀）藍子 - 日本テニス協会公式サイト（日語）